# Prins Hendrik der Nederlanden (1866)
Prins Hendrik der Nederlanden var det første søgående panserskib i den nederlandske flåde. Navnet referer til den nederlandske prins Hendrik af Oranje (1820-1879), der var bror til kong Vilhelm 3., og havde rang af admiral.

## Konstruktionen
Arbejdet på skibet blev påbegyndt i 1865, og det lå konstruktionsmæssigt meget tæt på den britiske Scorpion-klasse, der var var blevet påbegyndt på samme værft tre år tidligere. Det indebar to kraftige kanontårne, hver med to 22,9 cm kanoner. Selv om slaget ved Lissa endnu lå et år fremme i tiden, var skrogformen tilpasset til vædring, noget der fik endnu større betydning efter den østrigske flådes succes med at vædre de italienske skibe i 1866.

## Tjeneste
Prins Hendrik der Nederlanden gjorde først tjeneste i hjemlige farvande, men blev så i marts 1876 sendt til Hollandsk Ostindien for at vise flaget. Skibet deltog blandt andet i nedkæmpningen af et mytteri ved Atjeh i 1889, og det lå derefter som stationsskib ved Atjeh i perioden 1890-1893. I 1894 var det et af de tre krigsskibe, der sikrede den hollandske erobring af øen Lombok. Fra 1899 var skibet ikke længere i aktiv tjeneste, men blev benyttet som flydende depot. De sidste efterretninger om Prins Hendrik er fra 1931, og kort derefter menes det at være blevet ophugget.